# Crateri di Iperione
Segue una lista dei crateri d'impatto presenti sulla superficie di Iperione. La nomenclatura di Iperione è regolata dall'Unione Astronomica Internazionale; la lista contiene solo formazioni esogeologiche ufficialmente riconosciute da tale istituzione.
I crateri di Iperione portano i nomi di divinità di varie culture simboleggianti il Sole o la Luna.

## Prospetto
| Cratere | Eponimo                                                  | Latitudine | Longitudine | Diametro |
| ------- | -------------------------------------------------------- | ---------- | ----------- | -------- |
| Bahloo  | Bahloo- Uomo-Luna nella mitologia aborigena australiana. | 36° N      | 196° W      | 0 km     |
| Helios  | Elio - Il Sole nella mitologia greca.                    | 71° N      | 132° W      | 0 km     |
| Jarilo  | Jarilo - Il Sole nella mitologia slava.                  | 61° N      | 183° W      | 0 km     |
| Meri    | Meri - Il Sole nella mitologia dei Bororo.               | 3° N       | 171° W      | 0 km     |